# Blue Beetle
Blue Beetle is een fictief personage en hoofdpersoon uit de gelijknamige stripreeks. De reeks werd vanaf 1939 in de Verenigde Staten uitgegeven door verschillende uitgeverijen. Blue Beetle is een superheld die in de loop van de tijd verschillende alter ego's heeft gehad.

## Geschiedenis
De eerste versie van het personage was het alter ego van Dan Garret (later gespeld als Dan Garrett) en maakte zijn debuut in de serie Mystery Men Comics #1 (augustus 1939) van Fox Comics, getekend door Charles Nicholas Wojtkowski (onder het pseudoniem Charles Nicholas), hoewel Grand Comics Database Will Eisner aanwijst als schrijver. Striphistorici schrijven het vaderschap van het personage toe aan Wojtkowski.
Hij speelde in een reeks stripboeken, een stripverhaal en een radioserie, maar viel, zoals de meeste superhelden uit de Golden Age, in de jaren vijftig buiten de boot. De stripreeks had enkele anomalieën in de publicatie: 19 nummers, vanaf #12 tot #30, werden gepubliceerd door Holyoke Publishing; de frequentie van uitgave van de strip varieerde in de loop van de tijd en er waren "gaten" waarin nummers niet werden gepubliceerd (vooral begin 1947 en tussen 1948 en 1950).
Halverwege de jaren vijftig sloot Fox Comics zijn deuren en verkocht de rechten op Blue Beetle aan Charlton Comics, die een paar sporadische avonturen van het personage uit de Gouden Eeuw publiceerde voordat hij hem in 1966 vernieuwde. In deze herziene versie van Dan Garrett is hij een archeoloog. die een magisch Egyptisch artefact vindt dat op een bladsprietkever (Scarabaeidae) lijkt. Charlton probeerde drie keer om het personage te gebruiken als de ster van een serie met dezelfde naam. Twee van de pogingen behielden de nummering van een eerdere titel. Deze werden uiteindelijk vervangen door nieuwe mastheads die de nummering voortzetten.
De nieuwe serie was van korte duur en in 1967 introduceerde Charlton Ted Kord, een student van Dan Garrett die de Blue Beetle-identiteit aannam na de dood van Garrett. Kord was een superheld maar ook een uitvinder, die verschillende gadgets gebruikte. Hij werd in 1983 verkocht aan DC Comics en is sindsdien verschenen bij verschillende superheldengroepen, waaronder de Justice League.
In 2006 introduceerde DC een nieuwe Blue Beetle, de tiener Jaime Reyes wiens krachten afkomstig zijn van de bladsprietkever, nu getoond als een item van geavanceerde buitenaardse technologie.

## Blue Beetles

### Dan Garrett
De eerste Blue Beetle was een archeoloog genaamd Dan Garrett, die een aantal bovenmenselijke krachten (superkracht, vlucht en het vermogen om bliksem te genereren) verwierf van een mystieke kever die hij vond tijdens een opgraving in Egypte, en die was gebruikt om een boosaardige gemummificeerde farao gevangen te zetten.
Garrett gebruikte zijn krachten om de misdaad te bestrijden, maar toen hij dodelijk gewond raakte in de strijd, ging zijn Blue Beetle-erfenis over op zijn student, Ted Kord, die de tweede Justiciar werd die die naam gebruikte, maar niet de mystieke kever.
Jaren later keerde Dan terug uit de dood, onder de kwade invloed van de kever, maar werd verslagen door zijn erfgenaam.

### Ted Kord
Zoon van industrieel Thomas M. Kord en erfgenaam van Kord Inc., Ted was een briljante student in verschillende wetenschappelijke vakken en werd als volwassene een succesvolle uitvinder. Ted had een oom, Jarvis, die een crimineel was; de laatste werd geconfronteerd en verslagen door een van Teds professoren, Dan Garret, ook bekend als de beul Blue Beetle. Na zijn dood besloot Ted zijn werk voort te zetten, een superheld te worden en zijn naam aan te nemen. Hij trainde zijn lichaamsbouw hard. Hij gebruikte zijn financiën en vindingrijkheid om verschillende gadgets te maken die hij kon gebruiken bij zijn misdaadbestrijding, zoals de Blue Beetle Bug, een hightech vliegend voertuig.
Ted werd lid van de Justice League International en ontmoette daar wat zijn beste vriend zou worden: Booster Gold. Beetle en Booster hebben hetzelfde gevoel voor humor, vaak misplaatst en ongepast. Vaak hebben de twee verschillende manieren bedacht om rijk te worden door het merk JLA uit te buiten, maar hebben ze alleen maar problemen veroorzaakt.
Ted had jarenlang problemen met overgewicht, maar dankzij zijn vastberadenheid en de coaching van generaal Glory overwon hij ze. Hij maakte jarenlang deel uit van de League, maar toen het team tegenover Doomsday stond, werd Beetle neergeschoten en raakte in coma.
Bij het ontwaken werd hij een reserve in de competitie en wijdde hij zich aan de zaken van zijn club.
Kort voor Infinite Crisis werd Ted vermoord door Maxwell Lord, voormalig coördinator van de Justice League, die het hoofd werd van de Checkmate-organisatie: Lord onthult aan Blue Beetle dat het zijn bedoeling is om de organisatie te gebruiken om ervoor te zorgen dat metamensen, inclusief superhelden, zijn onder toezicht en controle van mensen gehouden. Lord stelt Beetle een ultimatum om zich bij zijn organisatie aan te sluiten; wanneer Kord weigert, doodt Lord hem met een kogel in het hoofd.
De mantel van Blue Beetle gaat dan over op Jaimie Reyes.

### Jaime Reyes
Jaime woont in El Paso, Texas met zijn vader, moeder en zus; zijn vader heeft een reparatiewerkplaats. Jaime bood aan zijn vader te helpen met zijn werk, maar zijn vader spoorde hem altijd aan om zich op zijn studie te concentreren en zoveel mogelijk van zijn jeugd te genieten. Jaime heeft een scherp verantwoordelijkheidsgevoel tegenover zijn familie en vrienden.
De magische kever van de eerste Blue Beetle, die door iedereen als verloren werd beschouwd, werd door Ted Kord aan de tovenaar Shazam afgeleverd; toen hij stierf (in de rol vervangen door Captain Marvel) verdween de kever van de Rock of Eternity om weer op aarde te verschijnen, precies in El Paso, Texas, waar hij werd verzameld door Jaime.
Niet lang daarna verscheen Booster Gold bij Jaime's huis om de kever op te halen, maar ontdekte dat hij in Jaime's ruggengraat was versmolten terwijl Jaime sliep.
Tijdens Infinite Crisis wordt Jaime ingehuurd door Booster om Batman te helpen bij de aanval op de Brother Eye-satelliet (die Batman heeft gemaakt en die later bewust werd), aangezien de scarabee het enige is dat zijn locatie kan volgen. Met behulp van de krachten van de kever was Jaime in staat om de satelliet te vinden en de locatie aan de groep van Batman door te geven, waardoor ze hem konden verslaan.
Toen Brother Eye eenmaal was verslagen, verdween Jaime van het schip, blijkbaar weggeteleporteerd door de kever, die probeerde te ontsnappen aan een van de Green Lantern aan boord, John Stewart.
Jaime hielp toen de Teen Titans in hun strijd tegen Lobo; hoewel Jaime werd bekritiseerd vanwege zijn gebrek aan training, nodigden de Titans uiteindelijk uit om hen te bezoeken en misschien op een dag zich bij het team aan te sluiten. Het verschijnt ook in de Teen Titans: The Judas Contract-serie.

## In andere media

### Film
In 2015 begon Warner Bros. Studios met de ontwikkeling van een film gewijd aan Blue Beetle en Booster Gold, onderdeel van het DC Extended Universe. In de gelijknamige film, die in 2023 werd uitgebracht, kruipt Xolo Maridueña in de huid van Jaime Reyes. De slechterik Victoria Kord wordt gestalte gegeven door Susan Sarandon.

### Televisie
Blue Beetle verschijnt in aflevering 18 van het tiende seizoen van de televisieserie Smallville. Jaime Reyes verschijnt in seizoen 2 en 3 van de animatieserie Young Justice.

### Computerspellen
Blue Beetle is een van de niet-speelbare personages in DC Universe Online en een van de speelbare personages in Injustice 2.
Jaime Reyes verschijnt als een vrij te spelen personage in LEGO Batman 3: Beyond Gotham in de One Blue Hope-fase.